# Tectococcus ovatus
Tectococcus ovatus är en insektsart som beskrevs av Hempel 1900. Tectococcus ovatus ingår i släktet Tectococcus och familjen filtsköldlöss. Inga underarter finns listade i Catalogue of Life.